# Estados de Sudán del Sur
Los Estados de Sudán del Sur se crearon a partir de las tres antiguas provincias históricas (y regiones contemporáneas) de Bar el Gazal (noroeste), Ecuatoria (sur) y Gran Alto Nilo (noreste). Los estados se dividen además en 79 condados.
En octubre de 2015, el presidente de Sudán del Sur, Salva Kiir Mayardit, emitió un decreto que establecía 28 estados en lugar de los 10 establecidos anteriormente. El decreto estableció los nuevos estados en gran parte a lo largo de líneas étnicas.[cita requerida] Un número importante de partidos de oposición impugnaron la constitucionalidad de este decreto y este fue remitido al parlamento para su aprobación como enmienda constitucional. En noviembre, el parlamento de Sudán del Sur aprobó la creación de los nuevos estados. En enero de 2017, el presidente Salva Kiir decretó una mayor subdivisión del país de 28 a 32 estados.
En febrero de 2020, como resultado del acuerdo de paz que puso fin a la guerra civil de Sudán del Sur, el país volvió a los 10 estados originales más dos áreas administrativas, Pibor y Ruweng, y el área administrativa especial de Abyei.
Como resultado del acuerdo general de paz firmado en 2005, el área de Abyei se considera simultáneamente parte de las Repúblicas de Sudán y de Sudán del Sur, siendo efectivamente un condominio. El área de Kafia Kingi se disputa entre Sudán del Sur y Sudán y el triángulo de Ilemi se disputa entre Sudán del Sur y Kenia.

## Estados actuales

Las subdivisiones administrativas de Sudán del Sur agrupadas en las tres provincias históricas de:
Bar el Gazal
Ecuatoria
Gran Alto Nilo

Según los términos del acuerdo de paz firmado el 22 de febrero de 2020, Sudán del Sur se divide en diez estados, dos áreas administrativas y un área con estatus administrativo especial. Los estados y áreas administrativas se agrupan en las tres antiguas provincias históricas de Sudán: Bar el Gazal, Ecuatoria, Gran Alto Nilo. Cada estado está encabezado por un gobernador y las áreas administrativas están dirigidas por administradores principales.
| Bandera | Estado o área           | Capital | Población (2010) | Superficie (km²) | Densidad (hab./km²) | Región         |
| ------- | ----------------------- | ------- | ---------------- | ---------------- | ------------------- | -------------- |
|         | Bar el Gazal del Norte  | Uwail   | 820 834          | 30 543.30        | 26.87               | Bar el Gazal   |
|         | Bar el Gazal Occidental | Wau     | 358 692          | 91 075.95        | 3.94                | Bar el Gazal   |
|         | Lagos                   | Rumbek  | 782 504          | 43 595.08        | 17.95               | Bar el Gazal   |
|         | Warab                   | Kuajok  | 1 044 217        | 45 567.24        | 22.92               | Bar el Gazal   |
|         | Ecuatoria Occidental    | Yambio  | 658 863          | 79 342.66        | 8.30                | Ecuatoria      |
|         | Ecuatoria Central       | Yuba    | 1 193 130        | 43 033           | 27.73               | Ecuatoria      |
|         | Ecuatoria Oriental      | Torit   | 962 719          | 73 472.1         | 13.10               | Ecuatoria      |
|         | Alto Nilo               | Malakal | 1 013 629        | 77 283.42        | 13.12               | Gran Alto Nilo |
|         | Junqali                 | Bor     | 1 228 824        | 80 926           | Por determinar      | Gran Alto Nilo |
|         | Unidad                  | Bentiu  | 399 105          | Por determinar   | Por determinar      | Gran Alto Nilo |
|         | Área de Abyei           | Abei    | 124 390          | 10 546           | Por determinar      | Bar el Gazal   |
|         | Área de Pibor           | Pibor   | 214 676          | 41 962           | Por determinar      | Gran Alto Nilo |
|         | Área de Ruweng          | Pariang | 246 360          | Por determinar   | Por determinar      | Gran Alto Nilo |

## Historia
El Sudán anglo-egipcio tenía ocho mudīriyyāt o provincias, que parecían ser entidades efímeras cuando se crearon, pero que quedaron bien definidas al comienzo de la Segunda Guerra Mundial. Las ocho provincias eran: Nilo Azul, Darfur, Ecuatoria, Kasala, Jartum, Kordofán, Norte y Alto Nilo. En 1948 Bar el Gazal se separó de Ecuatoria, convirtiéndose en la novena provincia.
El 1 de julio de 1973 se crearon varias provincias nuevas. De Darfur nacieron Darfur del Norte y Darfur del Sur, mientras que Kordofán se dividió en Kordofán del Norte y Kordofán del Sur. Gezira y el Nilo Blanco se separaron de la provincia del Nilo Azul. La provincia del Nilo se separó del Norte. Finalmente, la provincia del Mar Rojo nació de la provincia de Kasala.
En 1976 se llevó a cabo una nueva subdivisión de las provincias. Se creó el estado de al-Buhairat (que comprende los futuros estados de Lagos y Warab) separándolo de Bar el Gazal; y Junqali se separó del Alto Nilo. Ecuatoria se dividió en Ecuatoria Occidental, Ecuatoria Oriental y Bar el Jabal y Western Equatoria. Así había 18 provincias.
En 1991, el gobierno reorganizó las regiones administrativas en 9 estados federales, correspondientes a las nueve provincias existentes desde 1948 hasta 1973. El 14 de febrero de 1994, hubo otra reforma, de la cual surgieron 26 wilāyāt (estados). La mayoría de las wilāyāt eran antiguas provincias o distritos provinciales. En agosto de 2005 se abolió Kordofán Occidental, cuyo territorio se dividió entre los estados de Kordofán Meridional y Kordofán Septentrional.
En 2005, Bar el Jabal pasó a llamarse Ecuatoria Central.
En 2011, se estableció una división en 10 estados, su número se elevó a 28 en 2015 y se elevó nuevamente a 32 el 14 de enero de 2017.
El 22 de febrero de 2020, el número de estados volvió a 10, además de las áreas administrativas de Pibor y Ruweng y el ¿¿área administrativa especial de Abyei. Los nombres de los estados y sus capitales coinciden con los de la división administrativa de 2011, sin embargo ha habido variaciones territoriales.

### 2011-2015: 10 Estados

Los antiguos diez estados de Sudán del Sur agrupadas en las tres provincias históricas de:
Bar el Gazal
Ecuatoria
Gran Alto Nilo

Cada uno de ellos estaba dirigido por gobernadores que fueron elegidos por última vez en 2010, es decir, antes de que Sudán del Sur obtuviera su independencia. Nueve de los diez gobernadores pertenecían a la antigua organización rebelde y luego partido gobernante SPLM; tan solo en Ecuatoria Occidental, Bangasi Joseph Bakosoro fue derrotado por un candidato independiente.
El triángulo de Ilemi está de facto bajo la administración de Kenia.
Los estados se dividieron en 86 condados.
| Mapa | Estado                  | Capital | Población (2010) | Superficie (km²) | Densidad (hab./km²) | Región         |
| ---- | ----------------------- | ------- | ---------------- | ---------------- | ------------------- | -------------- |
|      | Alto Nilo               | Malakal | 1 013 629        | 77 283.42        | 13.12               | Gran Alto Nilo |
|      | Bar el Gazal del Norte  | Uwail   | 820 834          | 30 543.30        | 26.87               | Bar el Gazal   |
|      | Bar el Gazal Occidental | Wau     | 358 692          | 91 075.95        | 3.94                | Bar el Gazal   |
|      | Ecuatoria Central       | Yuba    | 1 193 130        | 43 033.00        | 27.73               | Ecuatoria      |
|      | Ecuatoria Occidental    | Yambio  | 658 863          | 79 342.66        | 8.30                | Ecuatoria      |
|      | Ecuatoria Oriental      | Torit   | 962 719          | 73 472.01        | 13.10               | Ecuatoria      |
|      | Jonglei                 | Bor     | 1 443 500        | 122 580.83       | 11.78               | Gran Alto Nilo |
|      | Lagos                   | Rumbek  | 782 504          | 43 595.08        | 17.95               | Bar el Gazal   |
|      | Unidad                  | Bentiu  | 645 465          | 37 836.39        | 17.06               | Gran Alto Nilo |
|      | Warab                   | Kuajok  | 1 044 217        | 45 567.24        | 22.92               | Bar el Gazal   |
|      | Sudán del Sur           | Yuba    | 8 923 553        | 644 329.37       | 13.85               |                |

### 2015-2017: 28 Estados

Los 28 estados de Sudán del Sur agrupados en las tres provincias históricas de Sudán:
Bar el Gazal
Ecuatoria
Gran Alto Nilo

Entre 2015 y 2017, Sudán del Sur se dividió en los siguientes 28 Estados:
| Mapa | Estado                    | Capital    | Población (2014) | Superficie (km²) | Región       |
| ---- | ------------------------- | ---------- | ---------------- | ---------------- | ------------ |
|      | Amadi                     | Mundri     | 171 910          |                  | Ecuatoria    |
|      | Aweil                     | Aweil      | 251 160          |                  | Bar el Gazal |
|      | Aweil Oriental            | Wanjok     | 529 100          |                  | Bar el Gazal |
|      | Bieh (Bieh Oriental)      | Akobo      | 506 410          |                  | Alto Nilo    |
|      | Boma                      | Pibor      | 253 270          |                  | Alto Nilo    |
|      | Fangak (Bieh Occidental)  | Ayod       | 326 370          |                  | Alto Nilo    |
|      | Fashoda (Nilo Occidental) | Kodok      | 155 602          |                  | Alto Nilo    |
|      | Gbudwe                    | Yambio     | 364 272          |                  | Ecuatoria    |
|      | Gogrial                   | Kuajok     | 462 480          |                  | Bar el Gazal |
|      | Gok                       | Cueibet    | 174 460          |                  | Bar el Gazal |
|      | Imatong                   | Torit      | 598 190          |                  | Ecuatoria    |
|      | Junqali                   | Bor        | 521 750          |                  | Alto Nilo    |
|      | Jubek                     | Yuba       | 492 970          |                  | Ecuatoria    |
|      | Lagos Occidental          | Rumbek     | 546 240          |                  | Bar el Gazal |
|      | Lagos Oriental            | Yirol      | 335 130          |                  | Bar el Gazal |
|      | Latjoor                   | Nasir      | 534 440          |                  | Alto Nilo    |
|      | Lol                       | Raga       | 650 140          |                  | Bar el Gazal |
|      | Maridi                    | Maridi     | 148 100          |                  | Ecuatoria    |
|      | Namorunyang               | Kapoeta    |                  |                  | Ecuatoria    |
|      | Liech del Norte           | Bentiu     | 561 240          |                  | Alto Nilo    |
|      | Liech del Sur             | Leer       | 267 460          |                  | Alto Nilo    |
|      | Nilo Oriental             | Malakal    | 746 710          |                  | Alto Nilo    |
|      | Ruweng                    | Pariang    | 246 360          |                  | Alto Nilo    |
|      | Terekeka                  | Terekeka   | 176 030          |                  | Ecuatoria    |
|      | Tonj                      | Tonj       | 448 950          |                  | Bar el Gazal |
|      | Twic                      | Mayen Abun | 343 410          |                  | Bar el Gazal |
|      | Wau                       | Wau        | 431 230          |                  | Bar el Gazal |
|      | Río Yei                   | Yei        | 788 610          |                  | Ecuatoria    |

### 2017-2020: 32 Estados

Los 32 estados de Sudán del Sur agrupados en las tres provincias históricas de Sudán:
Bar el Gazal
Ecuatoria
Gran Alto Nilo

El 14 de enero de 2017, el presidente Kiir emitió un decreto presidencial que aumentó el número de estados federales de 28 a 32.
- El ahora desaparecido Estado del Nilo Oriental se dividió en 2 estados individuales, el Estado del Alto Nilo Central con Malakal como su ciudad capital y el Estado del Alto Nilo del Norte con Renk como su ciudad capital.
- El Estado de Akobo se formó a partir del Estado de Bieh, con Akobo como su capital. Comprende el condado de Akobo en la región del Gran Alto Nilo.
- El Estado de Maiwut se formó a partir del Estado de Latjoor en la región del Gran Alto Nilo, conservando los condados de Koma, Longuchuk y Maiwut.
- El Estado de Tambura se formó a partir del Estado de Gbudwe, con Tambura como su capital. Comprende los condados de Tambura y Nagero en la región de Ecuatoria .

Los 32 Estados fueron los siguientes:
| Estado                                 | Condados                                                   | Capital                                | Antiguo Estado                         |
| Región del Gran Alto Nilo (13 Estados) | Región del Gran Alto Nilo (13 Estados)                     | Región del Gran Alto Nilo (13 Estados) | Región del Gran Alto Nilo (13 Estados) |
| -------------------------------------- | ---------------------------------------------------------- | -------------------------------------- | -------------------------------------- |
| Alto Nilo Central                      | Akoka, Pigi, Baliet, Panyikang                             | Malakal                                | Alto Nilo                              |
| Alto Nilo del Norte                    | Renk, Maban, Melut                                         | Renk                                   | Alto Nilo                              |
| Fashoda                                | Kodok, Manyo                                               | Kodok                                  | Alto Nilo                              |
| Latjor                                 | Ulang, Nasir                                               | Nasir                                  | Alto Nilo                              |
| Maiwut                                 | Longchuk, Koma, Maiwut                                     | Maiwut                                 | Alto Nilo                              |
| Akobo                                  | Akobo                                                      | Akobo                                  | Junqali                                |
| Bieh                                   | Uror, Nyirol                                               | Waat                                   | Junqali                                |
| Boma                                   | Pochalla, Pibor                                            | Pibor                                  | Junqali                                |
| Fangak                                 | Ayod, Fangak                                               | Ayod                                   | Junqali                                |
| Junqali                                | Bor, Twic Oriental, Duk                                    | Bor                                    | Junqali                                |
| Liech del Norte                        | Mayom, Koch, Rubkona, Guit                                 | Bentiu                                 | Unidad                                 |
| Liech del Sur                          | Mayendit, Leer, Panyijiar                                  | Leer                                   | Unidad                                 |
| Ruweng                                 | Panriang, Abiemnhom                                        | Panriang                               | Unidad                                 |
| Región de Bar El Gazal (10 Estados)    |                                                            |                                        |                                        |
| Aweil Oriental                         | Aweil Oriental                                             | Wanjok                                 | Bar el Gazal del Norte                 |
| Aweil                                  | Aweil del Sur, Aweil Central                               | Aweil                                  | Bar el Gazal del Norte                 |
| Lol                                    | Raga, Aweil del Norte,Aweil Occidental                     | Raga                                   | Bar el Gazal Occidental                |
| Wau                                    | Río Jur, Bagari                                            | Wau                                    | Bar el Gazal Occidental                |
| Lagos Occidental                       | Rumbek del Norte, Rumbek Oriental, Rumbek Central, Wulu    | Rumbek                                 | Lagos                                  |
| Lagos Oriental                         | Yirol Occidental, Yirol Oriental, Awerial                  | Yirol                                  | Lagos                                  |
| Gok                                    | Cueibet                                                    | Cueibet                                | Lagos                                  |
| Gogrial                                | Gogrial Occidental, Gogrial Oriental                       | Kuajok                                 | Warab                                  |
| Tonj                                   | Tonj del Norte, Tonj Oriental, Tonj del Sur                | Tonj                                   | Warab                                  |
| Twic                                   | Twic                                                       | Mayen-Abun                             | Warab                                  |
| Región de Ecuatoria (9 Estados)        |                                                            |                                        |                                        |
| Jubek                                  | Yuba*                                                      | Yuba                                   | Ecuatoria Central                      |
| Terekeka                               | Terekeka, Jemeiza, Gwor, Tali, Tigor                       | Terekeka                               | Ecuatoria Central                      |
| Río Yei                                | Yei, Lainya, Morobo, Kajo Keji                             | Yei                                    | Ecuatoria Central                      |
| Imatong                                | Lopa, Torit, Ikotos, Magwi                                 | Torit                                  | Ecuatoria Oriental                     |
| Kapoeta                                | Kapoeta del Norte, Kapoeta Oriental, Kapoeta del Sur, Budi | Kapoeta                                | Ecuatoria Oriental                     |
| Amadi                                  | Mvolo, Mundri Occidental, Mundri Oriental                  | Mundri                                 | Ecuatoria Occidental                   |
| Gbudwe                                 | Yambio, Ezo, Anzara                                        | Yambio                                 | Ecuatoria Occidental                   |
| Maridi                                 | Maridi, Ibba                                               | Maridi                                 | Ecuatoria Occidental                   |
| Tambura                                | Tambura, Nagero                                            | Tambura                                | Ecuatoria Occidental                   |

Nota:
* incluye las comunidades de Bari, Lokoya y Nyangwara